# جان هازلوود
جان هازلوود (بالإنجليزية: Jean Hazlewood)‏ هي كاتبة سيناريو أمريكية، ولدت في 4 أغسطس 1916، وتوفيت في 2 مارس 1997 في سانتا باربارا في الولايات المتحدة بسبب مرض آلزهايمر.

## وصلات خارجية
- جان هازلوود على موقع IMDb (الإنجليزية)
- جان هازلوود على موقع قاعدة بيانات الأفلام السويدية (السويدية)
- جان هازلوود على موقع قاعدة بيانات الفيلم (الإنجليزية)
- جان هازلوود على موقع كينوبويسك (الروسية)